# Orroli
Orroli (sardinski: Arròlli, Arròli) je grad i općina (comune) u pokrajini Južnoj Sardiniji u regiji Sardiniji, Italija. Nalazi se na nadmorskoj visini od 550 metara i ima 2 267 stanovnika.
 Prostire se na 75,59 km². Gustoća naseljenosti je 30 st/km².
Susjedne općine su: Escalaplano, Esterzili, Goni, Nurri i Siurgus Donigala.